# Арганча
Арганча (баш. Арғанса) — река в России на Среднем Урале, левый приток Уфы, протекает в Челябинской и Республике Башкортостан. Устье реки находится в 719 км по левому берегу реки Уфа. Длина реки составляет 21 км.
На берегу реки расположены деревни Голдырёвка (упразднена в 1995 г., прежнее название Верхняя Арганча), Межевая (прежнее название Средняя Арганча), Ташкинова (прежнее название Нижняя Арганча).

## Данные водного реестра
По данным государственного водного реестра России относится к Камскому бассейновому округу, водохозяйственный участок реки — Уфа от Нязепетровского гидроузла до Павловского гидроузла, без реки Ай, речной подбассейн реки — Белая. Речной бассейн реки — Кама.
Код объекта в государственном водном реестре — 10010201112111100020551.